# Ginekološka klinika Univerzitetnega kliničnega centra Ljubljana
Ginekološka klinika Univerzitetnega kliničnega centra Ljubljana je organizacijska enota (klinika) UKC Ljubljana, ki skrbi za izvajanje ginekološkega zdravstva.

## Odlikovanja in nagrade
Leta 1994 je klinika prejela srebrni častni znak svobode Republike Slovenije z naslednjo utemeljitvijo: »za dolgoletne zasluge in vrhunske dosežke v ginekološko-porodniški stroki ter pri pedagoškem in raziskovalnem delu na tem področju«.